# 昂蒂布
昂蒂布（法語：Antibes，法語：[ɑ̃.tib] ⓘ），法国东南部城市，普罗旺斯-阿尔卑斯-蓝色海岸大区滨海阿尔卑斯省的一个市镇，隶属于格拉斯区，其市镇面积为26.48平方公里，2022年1月1日时人口数量为76,612人，是该省人口第三多的市镇，在法国城市中排名第69位。
昂蒂布位于滨海阿尔卑斯省南部，地中海沿岸，在古典时期就已成为一个商业港口，当地存有多处历史文物。现代则因其境内的昂蒂布角和瑞昂莱潘两个街区而成为重要的海滨旅游城市。

## 地名来源
“昂蒂布”一名的来源古希腊语，意为“在...对面的城市”。而此处指代的与昂蒂布相对的具体城市尚存在争议：地理学家维克托·阿道夫·马尔特-布兰认为其指代的是，即尼斯；而另一位史学家保罗·默让（Paul Mejan）则认为是科西嘉岛。

## 历史

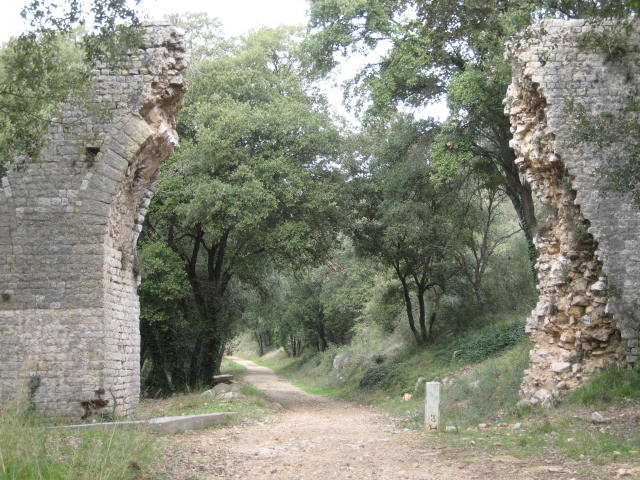
高架渠遗址

昂蒂布附近曾发现新石器时期的人类活动遗迹，而当地作为城市则始建于公元前5世纪。古典时期，昂蒂布为利古里亚人的活动范围。罗马人入侵高卢后为昂蒂布修建了两条高架渠，为当地提供淡水。一条沿地中海延伸的道路由此经过，昂蒂布也同时出现了歌剧院、斗兽场、港口、多姆斯等设施，当地的商业得到了发展。公元3世纪后，随着西罗马帝国的衰落和罗讷河商路的开辟，这一地区的商业中心逐渐转移至罗讷河口附近的阿尔勒以及马赛。公元930年，昂蒂布领主罗多阿尔（Rodoard）创建格拉斯家族，成为这一区域的重要统治者，并于993年获得伯爵爵位。14世纪时，昂蒂布所在的普罗旺斯被法兰西王国继承，昂蒂布成为一座边防城市。16世纪时，神圣罗马帝国国王查理五世曾两次率兵占领此地。17世纪末，在柯尔贝尔的建议下，沃邦元帅在此修建了防御工事。法国大革命后，昂蒂布成为瓦尔省的一个市镇。1860年，随着《杜林協議》的签订，昂蒂布所在的格拉斯区和被划入法国的尼斯伯国成立滨海阿尔卑斯省。工业革命期间，沿普罗旺斯地中海海岸延伸的马赛－文蒂米利亚铁路由此通过。二战时期，意大利军队曾占领此地。二战后，随着旅游业的发展，昂蒂布境内的瑞昂莱潘成为重要的海滨浴场，而市区北部的部分区域也组建成为了法国索菲亚科技园的一部分。

## 地理

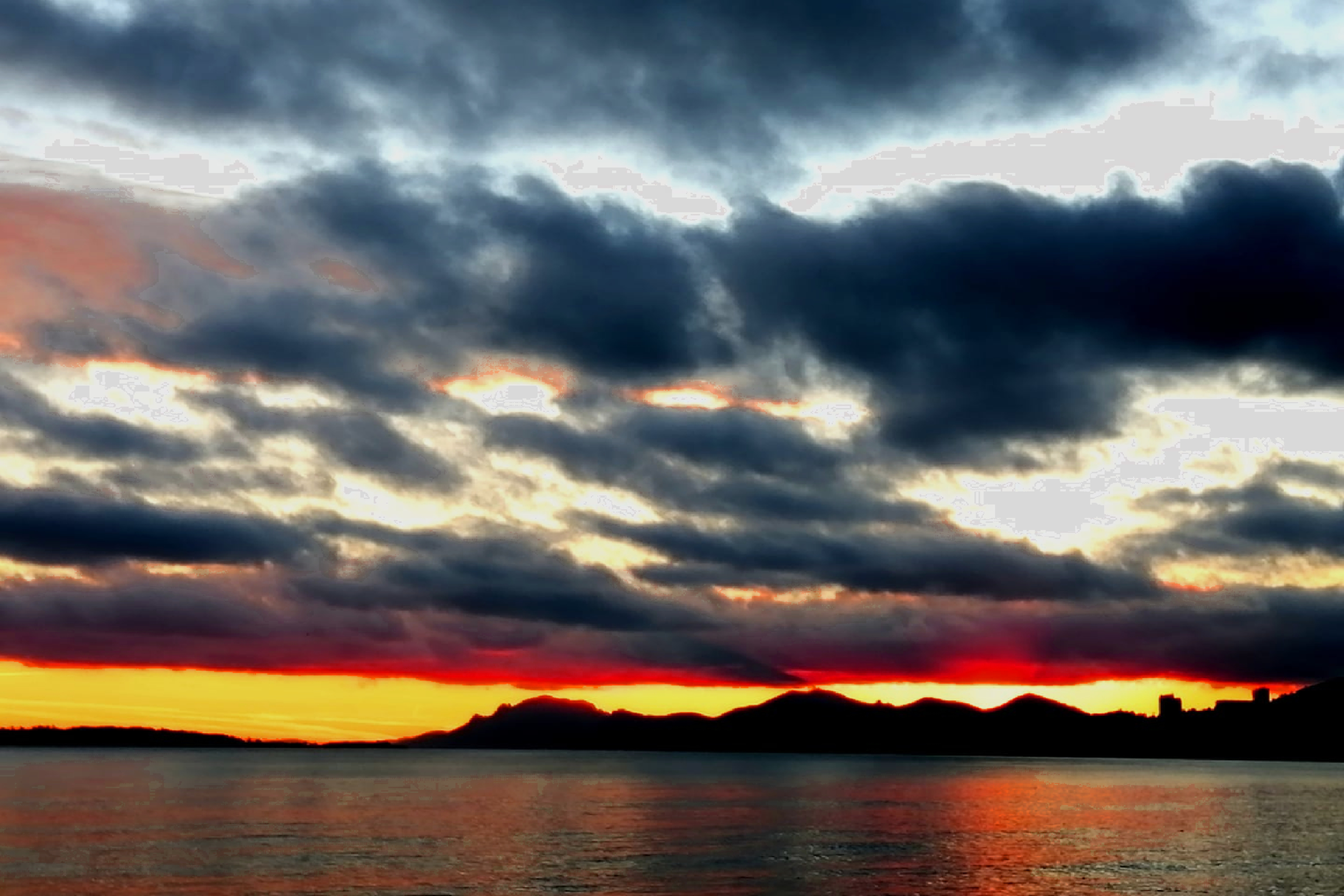
昂蒂布的日落

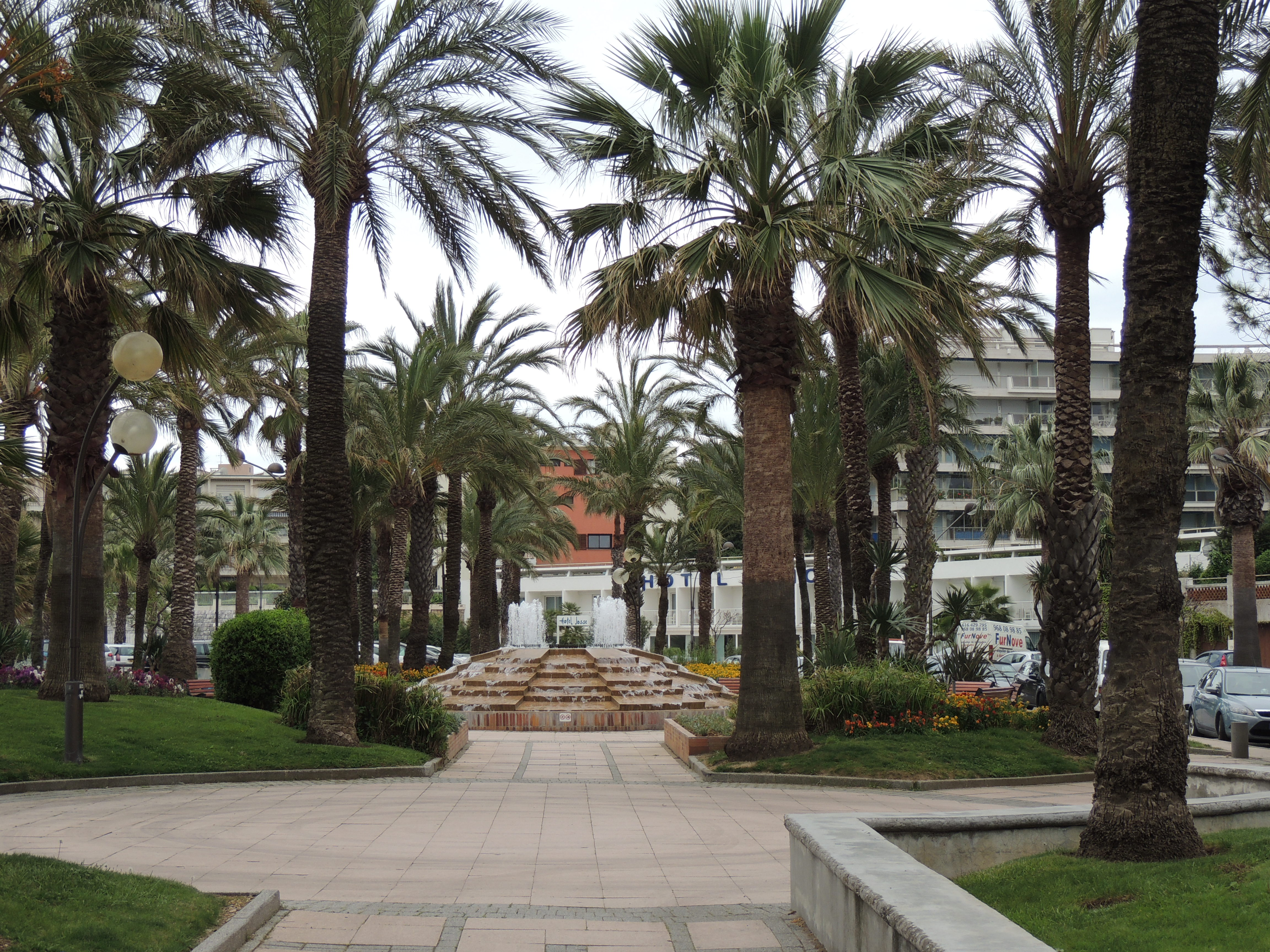
昂蒂布蓬泰伊花园

昂蒂布位于法国东南部，普罗旺斯-阿尔卑斯-蓝色海岸大区东南部和滨海阿尔卑斯省南部，距离省会尼斯大约22公里。与昂蒂布接壤的市镇包括：比奥特、瓦尔博讷、瓦洛里斯、卢贝新城。

### 地形
昂蒂布位于阿尔卑斯山脉南端，市区依山旁海，境内以丘陵为主，部分街区地势起伏明显，全境海拔在0到163米之间。

### 水文
昂蒂布位于地中海海滨，其陆地地面无大型天然地表径流。

### 植被
昂蒂布属于亚热带常绿硬叶林区，埃斯塔尼奥勒公园（Parc de l'Estagnol）是当地主要的城市绿地公园，林地则广泛分布于昂蒂布角半岛上。

### 气候
昂蒂布在柯本气候分类法中属于地中海气候，冬季温暖湿润，夏季干燥炎热，降雪极少。
昂蒂布境内设有气象站，以下为该气象站的数据（其中日照数据取自尼斯）：
| 昂蒂布1981年－2019年 | 昂蒂布1981年－2019年 | 昂蒂布1981年－2019年 | 昂蒂布1981年－2019年 | 昂蒂布1981年－2019年 | 昂蒂布1981年－2019年 | 昂蒂布1981年－2019年 | 昂蒂布1981年－2019年 | 昂蒂布1981年－2019年 | 昂蒂布1981年－2019年 | 昂蒂布1981年－2019年 | 昂蒂布1981年－2019年 | 昂蒂布1981年－2019年 | 昂蒂布1981年－2019年 |
| 月份                 | 1月                  | 2月                  | 3月                  | 4月                  | 5月                  | 6月                  | 7月                  | 8月                  | 9月                  | 10月                 | 11月                 | 12月                 | 全年                 |
| -------------------- | -------------------- | -------------------- | -------------------- | -------------------- | -------------------- | -------------------- | -------------------- | -------------------- | -------------------- | -------------------- | -------------------- | -------------------- | -------------------- |
| 历史最高温 °C（°F）  | 19.8 (67.6)          | 24.4 (75.9)          | 23.5 (74.3)          | 27 (81)              | 31.9 (89.4)          | 32.8 (91.0)          | 36.4 (97.5)          | 36.5 (97.7)          | 33.4 (92.1)          | 29.4 (84.9)          | 24.6 (76.3)          | 22 (72)              | 36.5 (97.7)          |
| 平均高温 °C（°F）    | 12.3 (54.1)          | 12.8 (55.0)          | 15.1 (59.2)          | 17.2 (63.0)          | 21.5 (70.7)          | 25.4 (77.7)          | 28.7 (83.7)          | 28.8 (83.8)          | 25 (77)              | 20.4 (68.7)          | 15.9 (60.6)          | 13.2 (55.8)          | 19.7 (67.5)          |
| 日均气温 °C（°F）    | 9 (48)               | 9.3 (48.7)           | 11.4 (52.5)          | 13.4 (56.1)          | 17.5 (63.5)          | 21.2 (70.2)          | 24.3 (75.7)          | 24.5 (76.1)          | 21 (70)              | 17 (63)              | 12.7 (54.9)          | 10.1 (50.2)          | 16 (61)              |
| 平均低温 °C（°F）    | 5.8 (42.4)           | 5.9 (42.6)           | 7.7 (45.9)           | 9.7 (49.5)           | 13.6 (56.5)          | 17 (63)              | 19.9 (67.8)          | 20.2 (68.4)          | 17 (63)              | 13.6 (56.5)          | 9.5 (49.1)           | 6.9 (44.4)           | 12.2 (54.0)          |
| 历史最低温 °C（°F）  | −6.9 (19.6)          | −7 (19)              | −5.2 (22.6)          | 2.9 (37.2)           | 4.8 (40.6)           | 8 (46)               | 10.5 (50.9)          | 13 (55)              | 7.2 (45.0)           | 4.8 (40.6)           | −0.2 (31.6)          | −1.8 (28.8)          | −7 (19)              |
| 平均降水量 mm（）    | 72.1 (2.84)          | 47.5 (1.87)          | 44.6 (1.76)          | 70.3 (2.77)          | 49 (1.9)             | 29.5 (1.16)          | 10.4 (0.41)          | 25.1 (0.99)          | 72.1 (2.84)          | 117 (4.6)            | 104.3 (4.11)         | 95.6 (3.76)          | 737.5 (29.04)        |
| 月均日照時數         | 157.7                | 171.2                | 217.5                | 224                  | 267.1                | 306.1                | 347.5                | 315.8                | 242                  | 187                  | 149.3                | 139.3                | 2,724.5              |
| 来源：infoclimat.fr  |                      |                      |                      |                      |                      |                      |                      |                      |                      |                      |                      |                      |                      |

## 行政区划
昂蒂布是法国普罗旺斯-阿尔卑斯-蓝色海岸大区滨海阿尔卑斯省的一个市镇，编号为06004。昂蒂布隶属于格拉斯区和滨海阿尔卑斯省第七选区，管理昂蒂布第一县、第二县和第三县和瓦尔博讷县，同时也是索菲亚-昂蒂波利斯城市圈公共社区的办公驻地。
昂蒂布市镇被划为5个街区，并实行街区自治制度。
法国国家统计与经济研究所（简称）在进行数据统计时，将昂蒂布及相邻的另外50个市镇划入尼斯城市核心区，并将包括核心区在内的周边共129个市镇划为尼斯城市区。同时，还将昂蒂布市镇分为了26个“块区”（IRIS），以便于统计人口分布情况。

## 交通

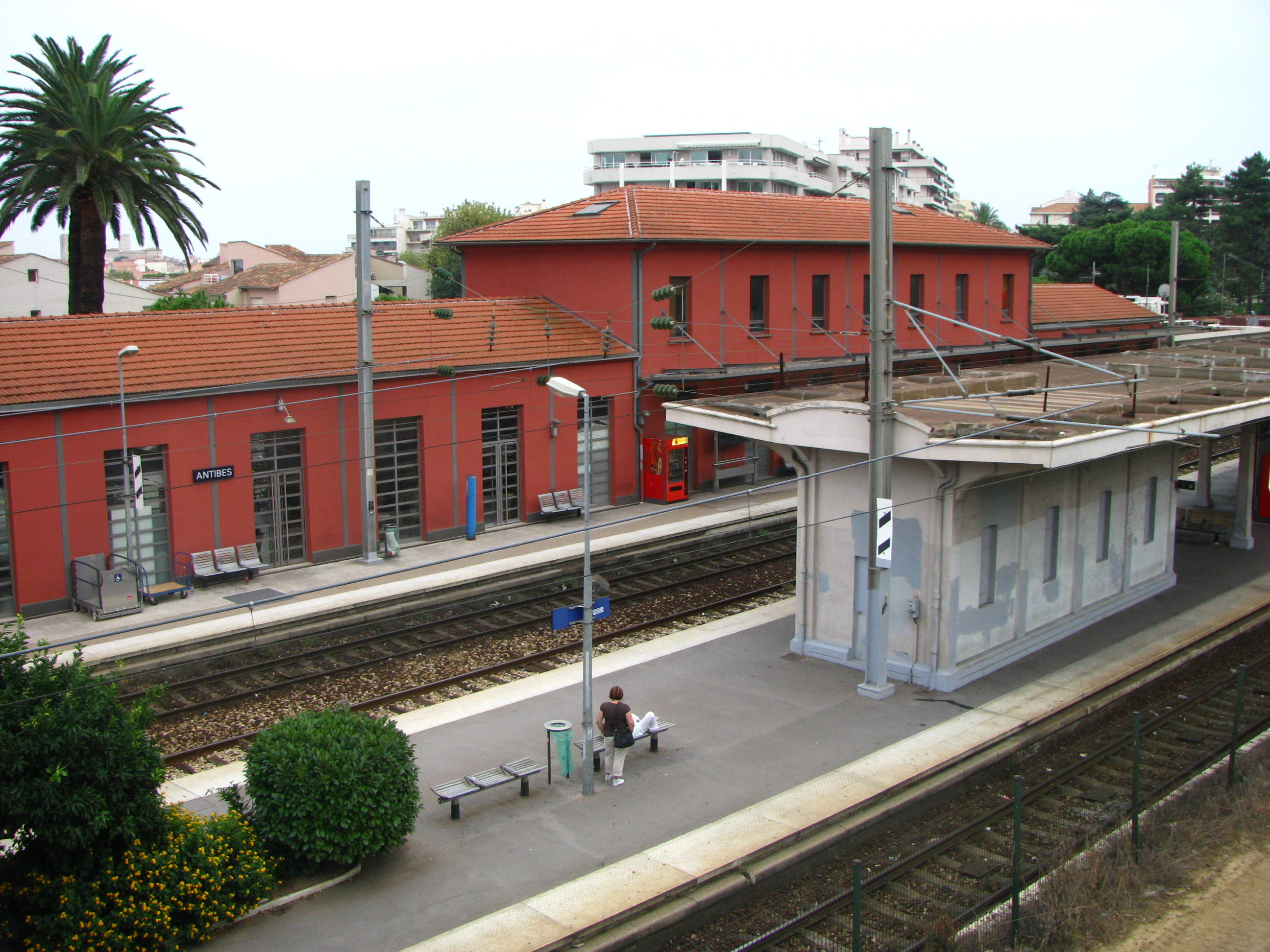
昂蒂布火车站

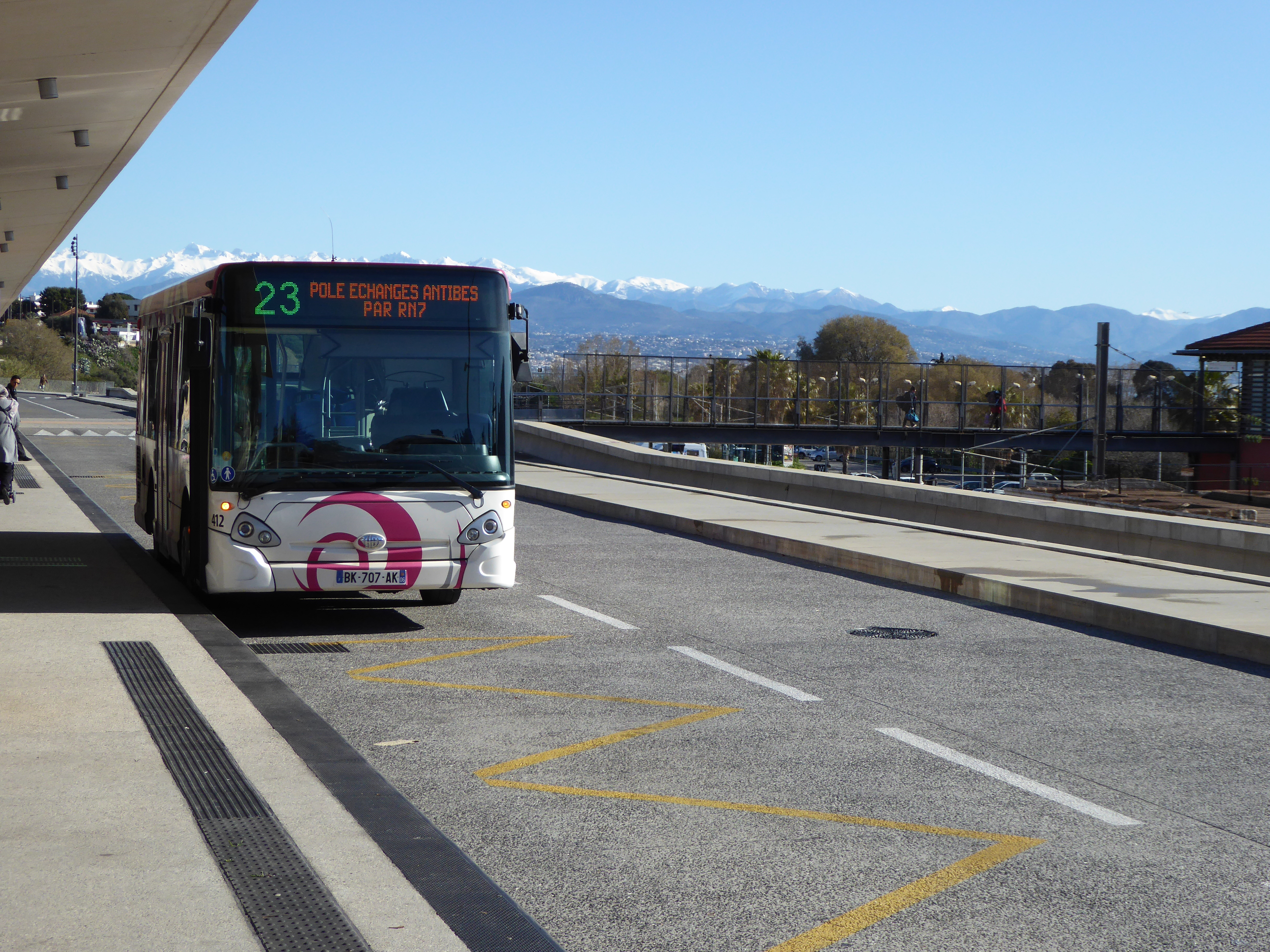
昂蒂布公交总站的一辆公共汽车

### 公路
A8高速公路经过市区西北部并设有出入口与市区连接，此外多条滨海阿尔卑斯省省道在昂蒂布境内交汇，普罗旺斯-阿尔卑斯-蓝色海岸大区下属的城际客运提供巴士线路，可前往周边马赛、德拉吉尼昂等地。
2017年，47%的昂蒂布家庭拥有至少一辆的私人汽车。2018年，昂蒂布境内共发生各类交通事故34起，造成6人遇难，45人受伤。

### 铁路
昂蒂布位于马赛－文蒂米利亚铁路上。昂蒂布站位于市区中部，该站每天停靠数班往返于尼斯和巴黎之间的高速列车，此外还停靠往返于格拉斯和尼斯一线的区域列车。
除昂蒂布站外，昂蒂布境内的瑞昂莱潘街区也有对应的同名铁路乘降所，供当地居民通勤使用。

### 航空
距离昂蒂布最近的民用航空站为尼斯机场，距离昂蒂布市中心的公路里程约18公里。

### 城市公共交通
昂蒂布城市公共交通（商业名称为）是当地的城市公共交通系统。截至2021年2月，该系统共包括27条市区公交线路，路网覆盖了昂蒂布市区内的主要街道和居民区。

## 政治

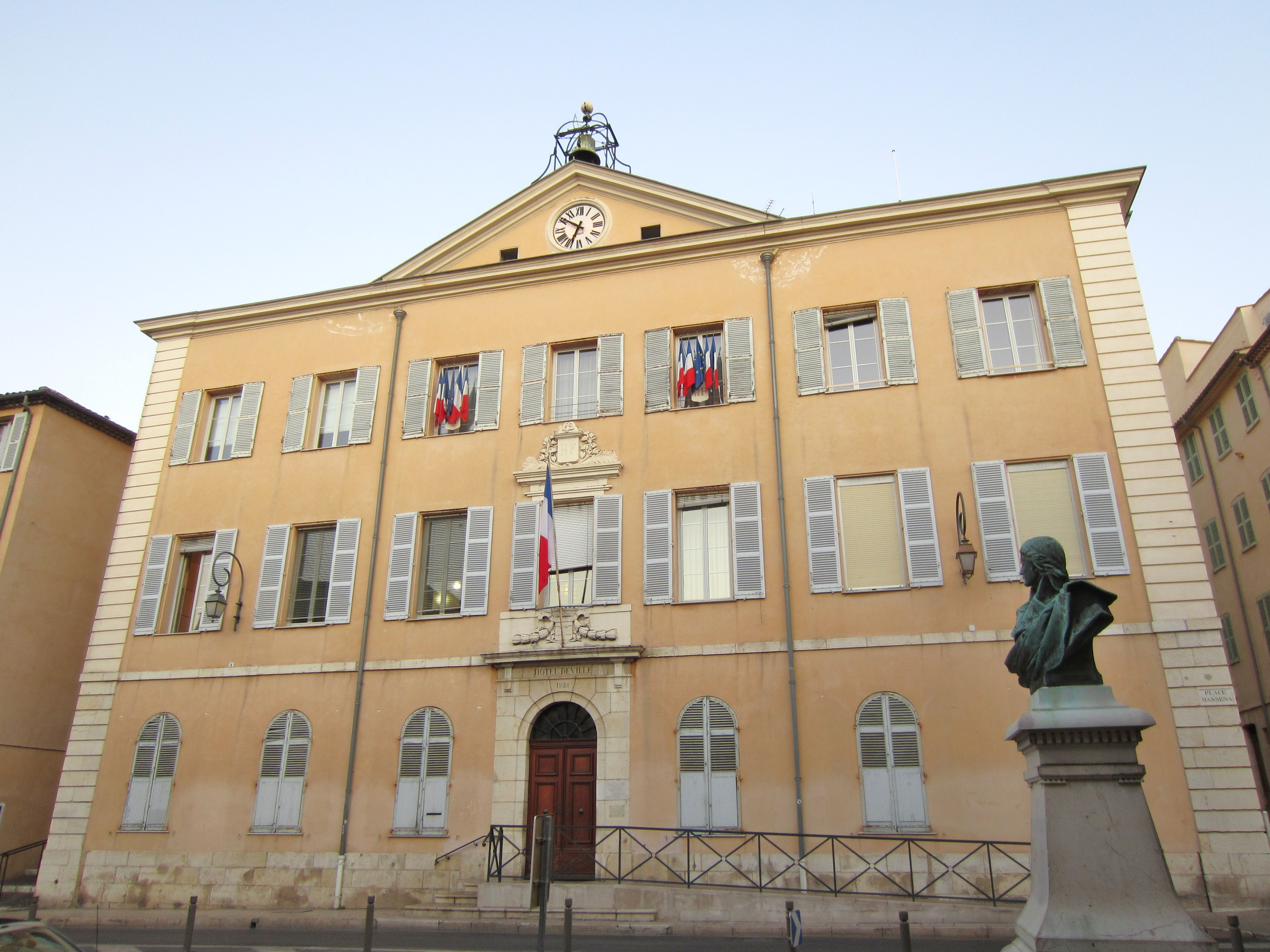
昂蒂布市政厅

昂蒂布的现任市长为让·莱奥内蒂先生，他是共和党的一名成员，在2020年的市政选举中获得了52.89%的支持率。
在2017年的法国总统大选中，法国第25任总统埃马纽埃尔·马克龙在昂蒂布获得了59.38%的支持率。
| 昂蒂布历届市长 |               |                                            |
| 任期           | 市长          | 党派                                       |
| 1945年－1948年 | 让·帕图尔     | 不详                                       |
| 1948年－1950年 | 夏尔·吉约蒙   | 不详                                       |
| 1950年－1953年 | 亨利·朗博     | 不详                                       |
| 1953年－1959年 | 马克·皮尼亚尔 | 不详                                       |
| 1959年－1971年 | 皮埃尔·戴尔马 | 不详                                       |
| 1971年－1995年 | 皮埃尔·梅尔利 | UDF法国民主联盟                            |
| 1995年－       | 让·莱奥内蒂   | UDF法国民主联盟 →UMP人民运动联盟 →LR共和黨 |

## 人口
2017年，昂蒂布市镇人口数量为72,999，在法国排名第69位。其中男性34,281人，女性38,718人，75岁及以上人口占12.7%，外籍人口数量为15,838人，人口密度为2,757人/平方公里，当地男性居民被称为或，女性居民被称为或。2018年，昂蒂布境内出生924人，死亡人口888人。
| 年份   | 1936   | 1946   | 1954   | 1962   | 1968   | 1975   | 1982   | 1990   | 1999   | 2006   | 2011   | 2016   | 2018   |
| ------ | ------ | ------ | ------ | ------ | ------ | ------ | ------ | ------ | ------ | ------ | ------ | ------ | ------ |
| 人口數 | 25,014 | 23,574 | 27,064 | 35,439 | 47,547 | 55,960 | 62,859 | 70,005 | 72,412 | 75,820 | 75,176 | 73,798 | 72,915 |

## 经济

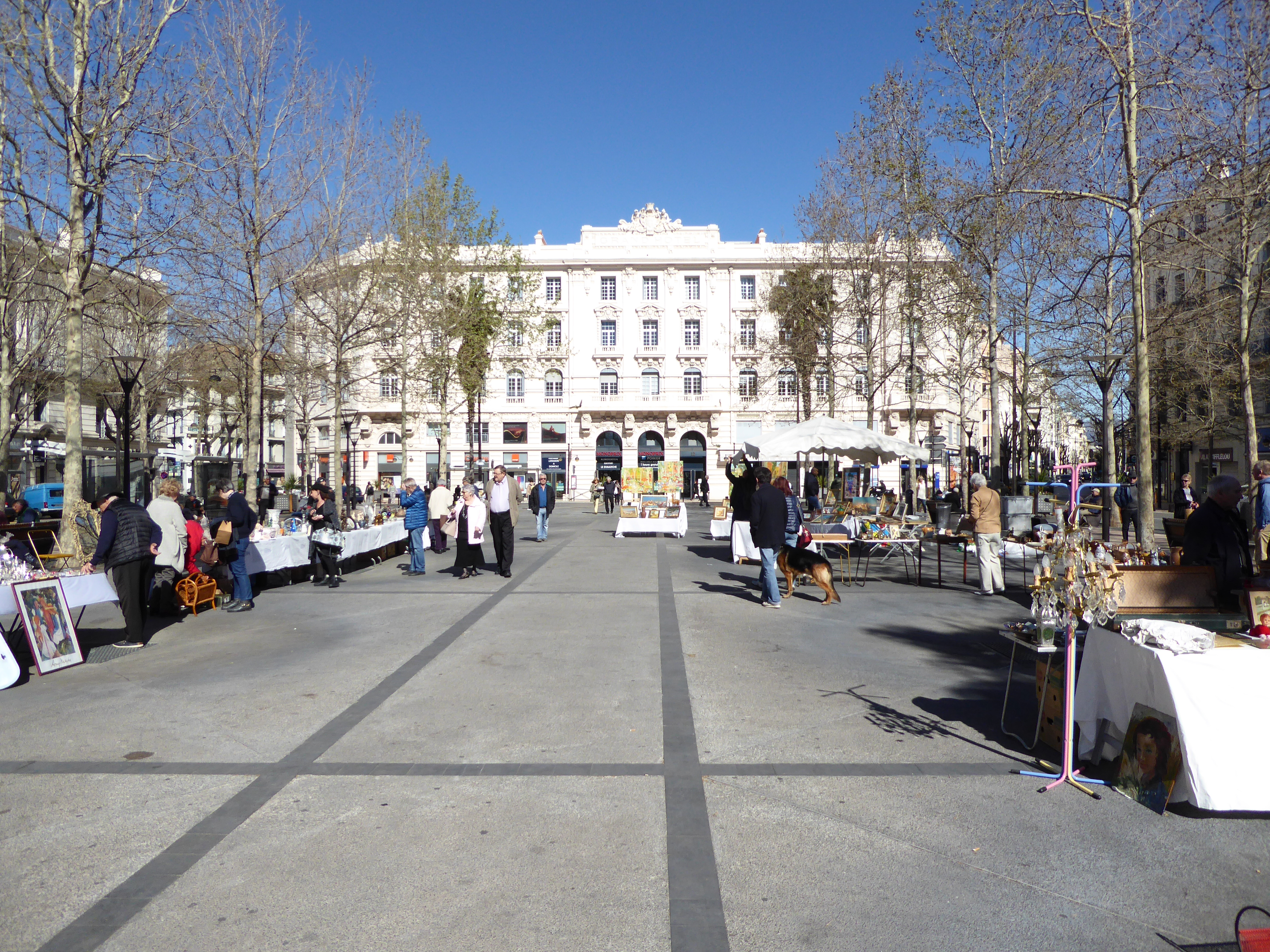
市中心的戴高乐广场

昂蒂布是一个区域性的中心城市，当地共有各类用人单位21,422家，平均历史为15年，其中99.15%为中小型企业（PME）。 （药品制造）、（酒店）及（汽车销售）是当地2019年营业额最高的三个企业，分别为76,926,583欧元、58,862,829欧元和43,545,549欧元。

## 财政收入
2019年，昂蒂布的财政收入总额为158,679,000欧元，财政支出总额为147,847,000欧元，当年的债务总额为199,860,000欧元。
2015年，昂蒂布的人均月收入总额为2,658欧元，其中高级职员为4,047欧元，中级职员为2,640欧元，普通职员为1,933欧元。
2017年，昂蒂布境内的青壮年（15至64岁）失业率为13.7%，当地59%的家庭拥有纳税资格。

## 社会事务

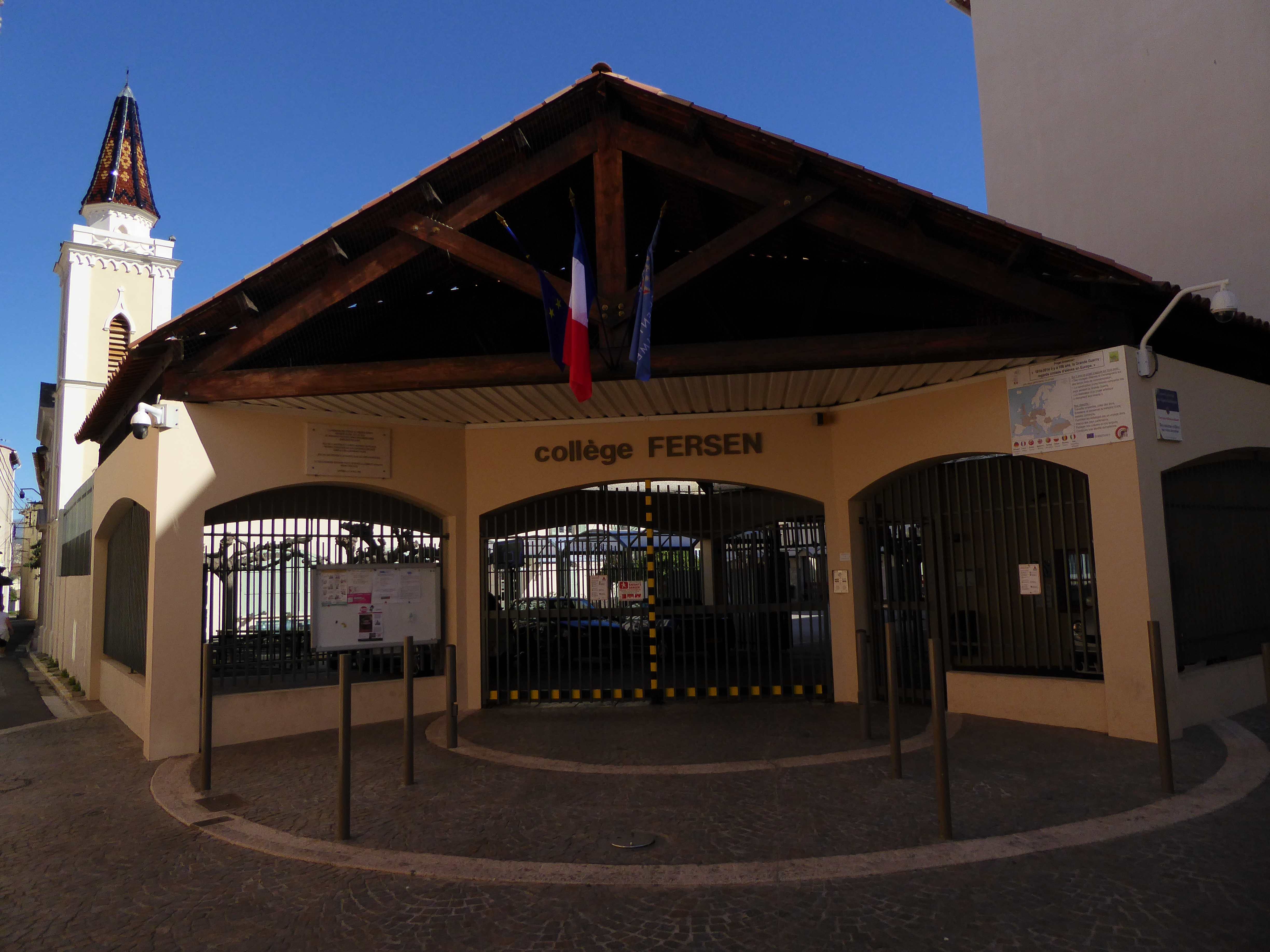
费尔桑初级中学

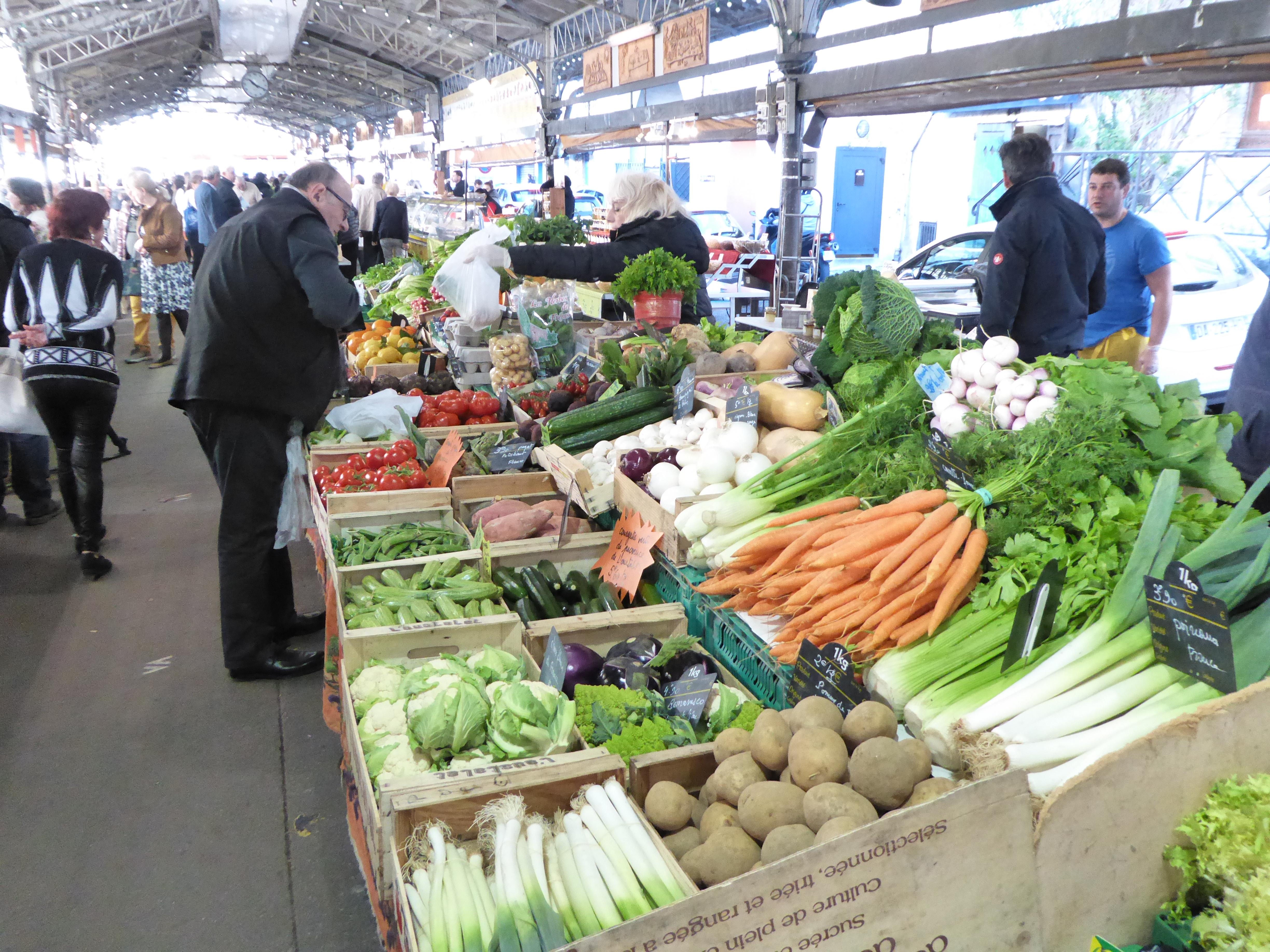
昂蒂布集市

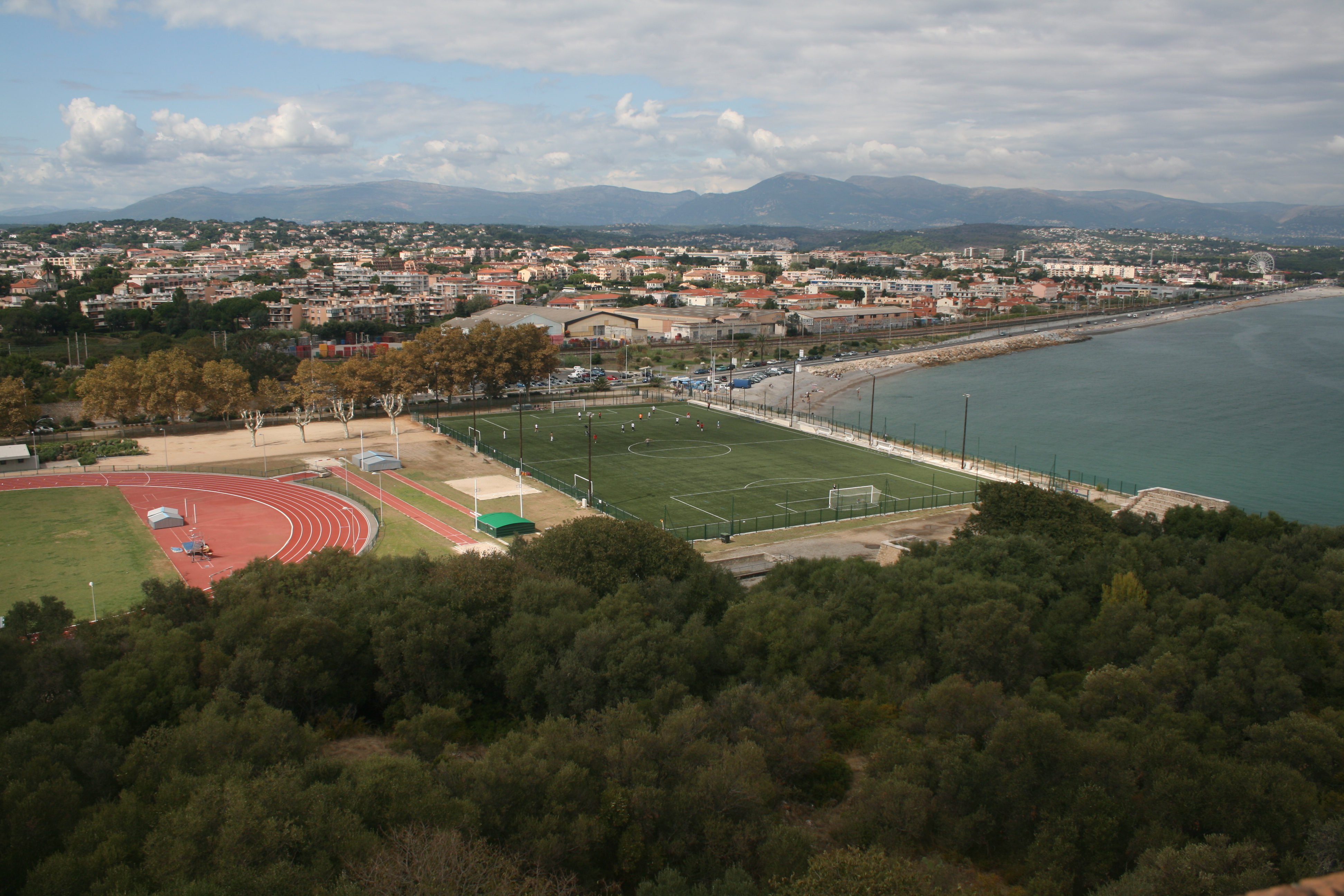
方形城塞球场

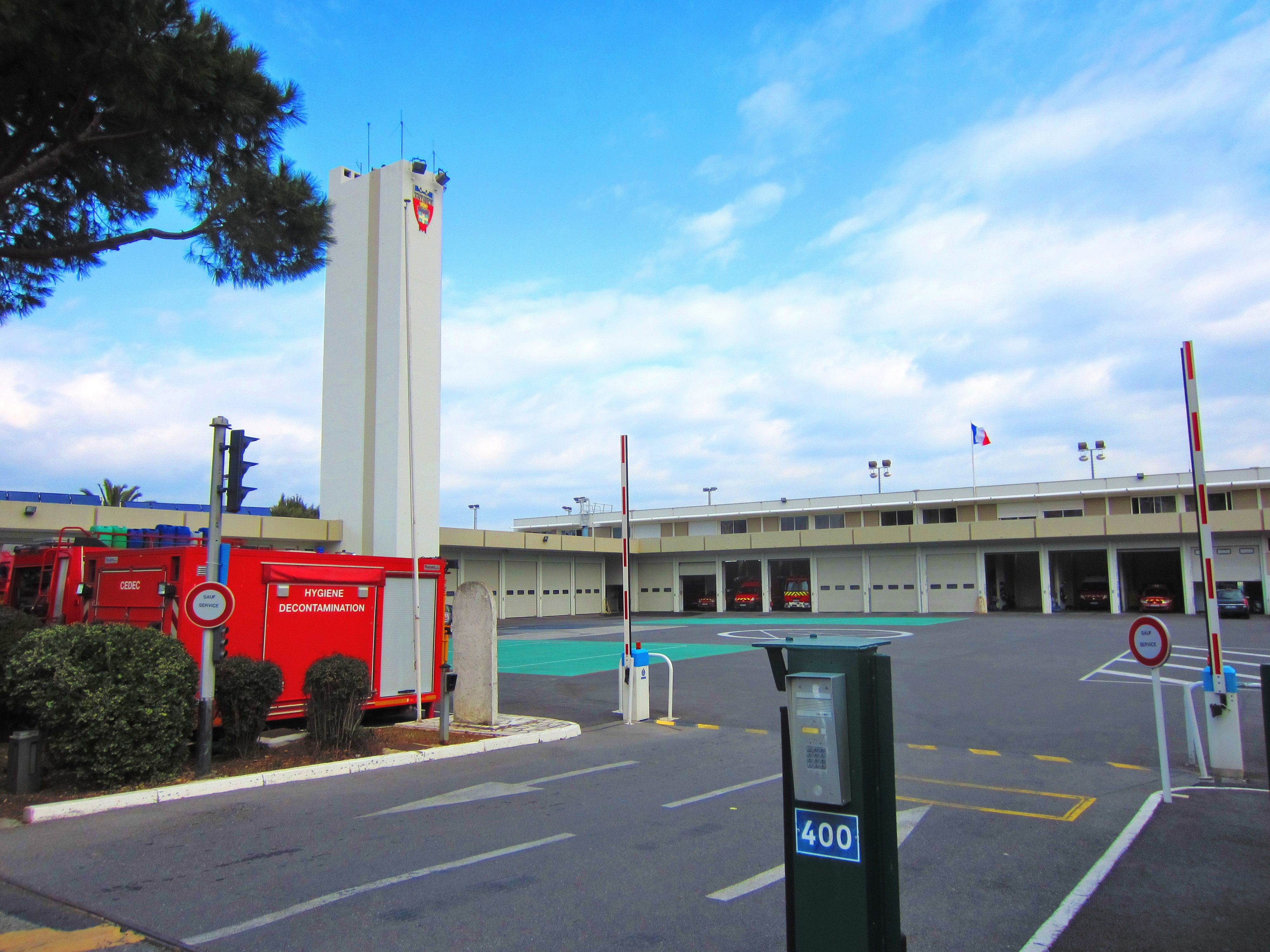
昂蒂布消防中心

### 教育
昂蒂布属于尼斯学区。截止2019年1月1日，昂蒂布境内共有14所幼儿园、21所小学、8所初级中学、3所普通高中、1所农业高中和1所职业高中。2018至2019学年度，昂蒂布境内共有在校中等教育阶段学生5,837名。
在高等教育方面，昂蒂布北部索菲亚科技园是法国重要的科教园区。

### 医疗
截止2019年1月1日，昂蒂布境内共有全科医生103名、保健师156名、牙医80名、护士207名、耳科医生7名、眼科医生15名、皮肤科医生5名、助产士11名、儿科医生5名和妇科医生8名。境内共有药房42家、养老院11家、残疾人帮扶中心3家。
昂蒂布中心医院（Centre Hospitalier d'Antibes）是法国的一个区域性医疗机构，其主病区位于昂蒂布市区，设有床位704个，是当地规模最大的公立综合性医院。

### 住房
2017年，昂蒂布境内共有各类住房62,541套，其中15.3%为独立式居民区，83.9%为集中式居民区。常住房屋占昂蒂布市镇范围内居民建筑总量的58.7%。

### 商业
2019年，昂蒂布境内共有各类实体商铺3,989家，其中餐厅644家、大型超市19家、杂货店56家、面包房70家、肉铺53家、书店36家、装饰品店13家、银行门店40家、美容美发店174家、汽车维修店145家。市区西北部的高速公路出入口附近建有大型开放式商业街区。

### 体育
2019年，昂蒂布境内共有2家游泳池、7间体育馆、2座综合体育场、34处网球场、7处足球或橄榄球场以及7处篮球或排球场。
截至2021年2月，昂蒂布境内共有5支注册足球俱乐部：
- 昂蒂布瑞昂莱潘足球俱乐部（法语：Football Club d'Antibes - Juan les Pins）
- 瑞昂莱班青年俱乐部（J.S. Juan-les-Pins）
- 昂蒂布青年俱乐部（Club des Jeunes Antibes Football）
- 昂蒂布瑞昂莱潘医疗系统体育联盟（A.S.C.H. Antibes Juan-les-Pins）
- 昂蒂布德拉封丹体育联盟（A.S. De La Fontaine Antibes）

### 环境
昂蒂布的环境事务由其所属的公共社区负责。2019年，昂蒂布境内共有2家污染企业。

### 治安
2019年，昂蒂布市镇范围内有1处派出所。
2014年，昂蒂布及附近地区共发生各类案件8,330起，其中盗窃类案件5,884起，经济类案件786起，毒品交易类案件269起。

## 文化
2019年，昂蒂布境内共有1家剧场、1家电影院和2家博物馆。昂蒂布市政府提供多媒体中心，向公众全年开放。

### 建筑
昂蒂布境内有多处法国国家文物保护单位，其中昂蒂布主教座堂、毕加索博物馆、群岛小屋、昂蒂布城墙遗址等为当地的代表性建筑物。

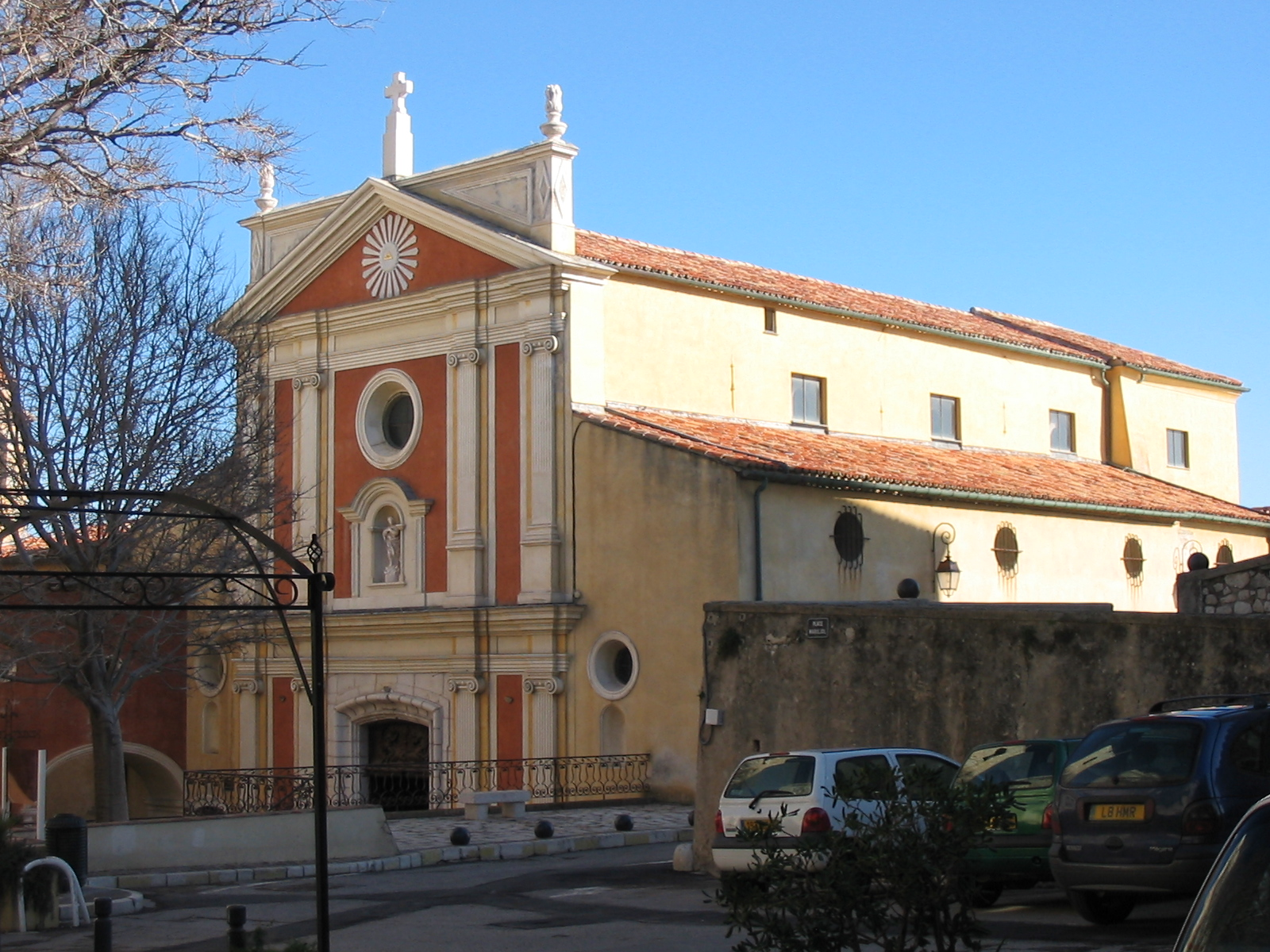
昂蒂布主教座堂
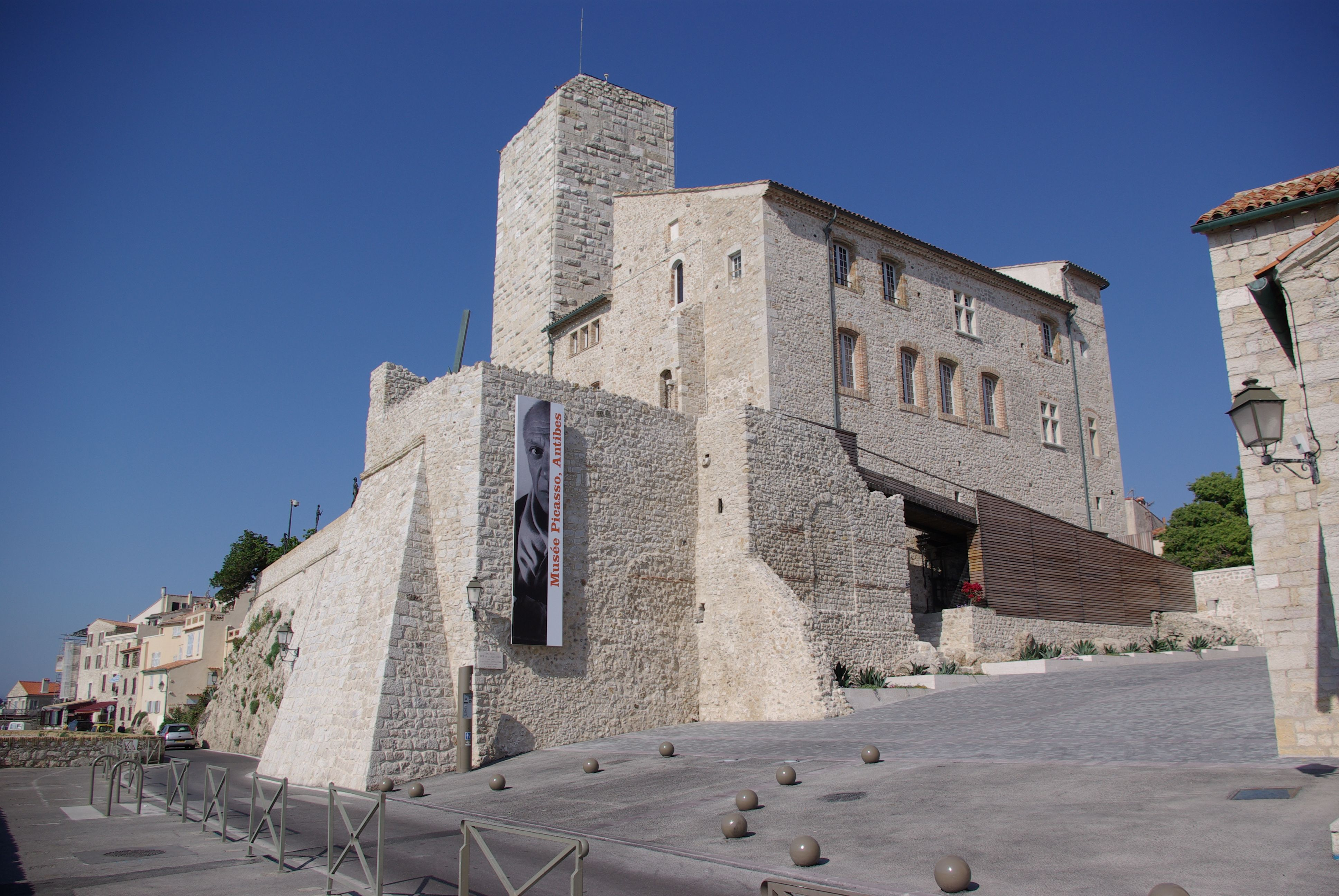
毕加索博物馆
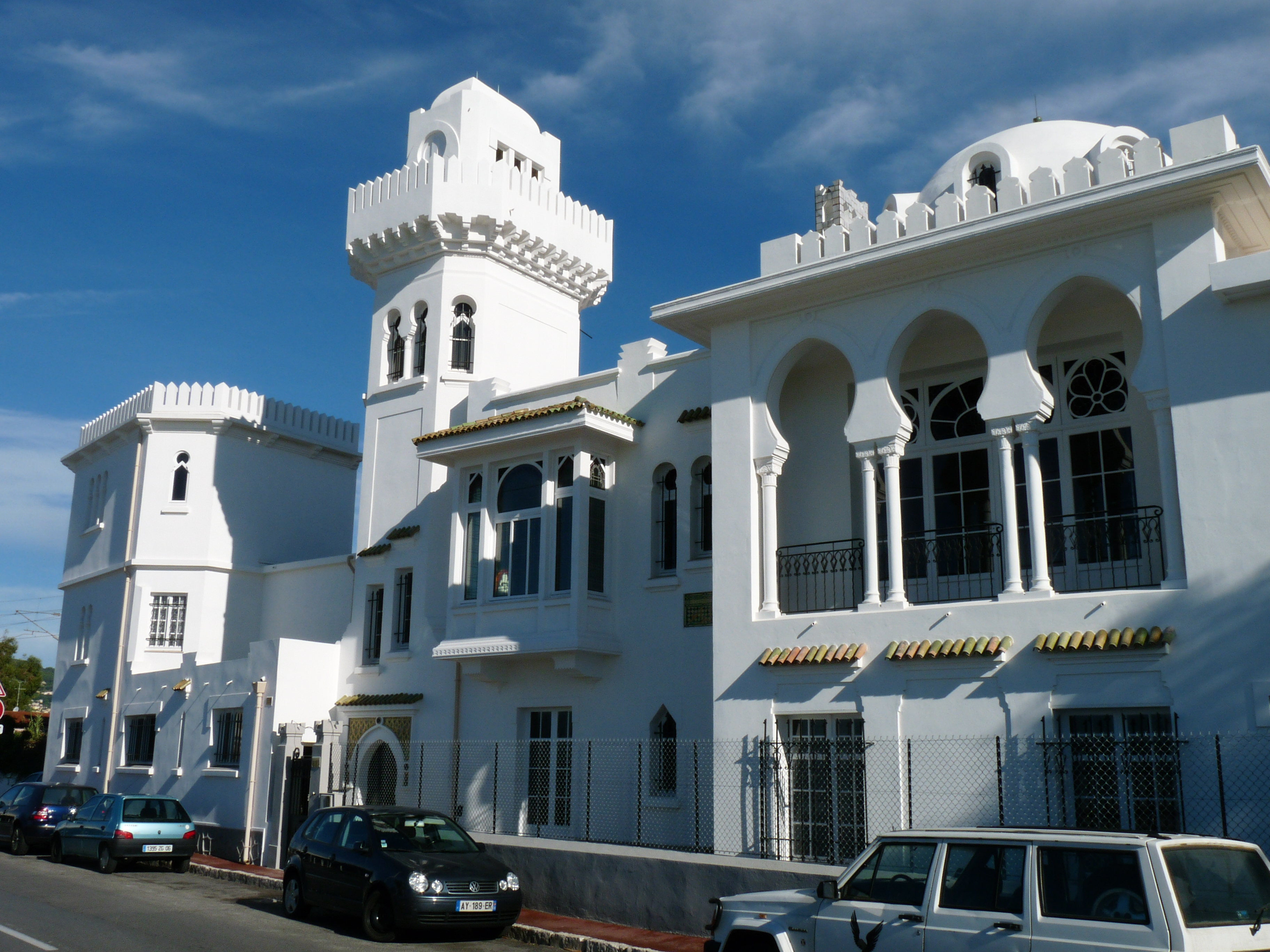
群岛小屋（法语：Villa El Djézaïr）
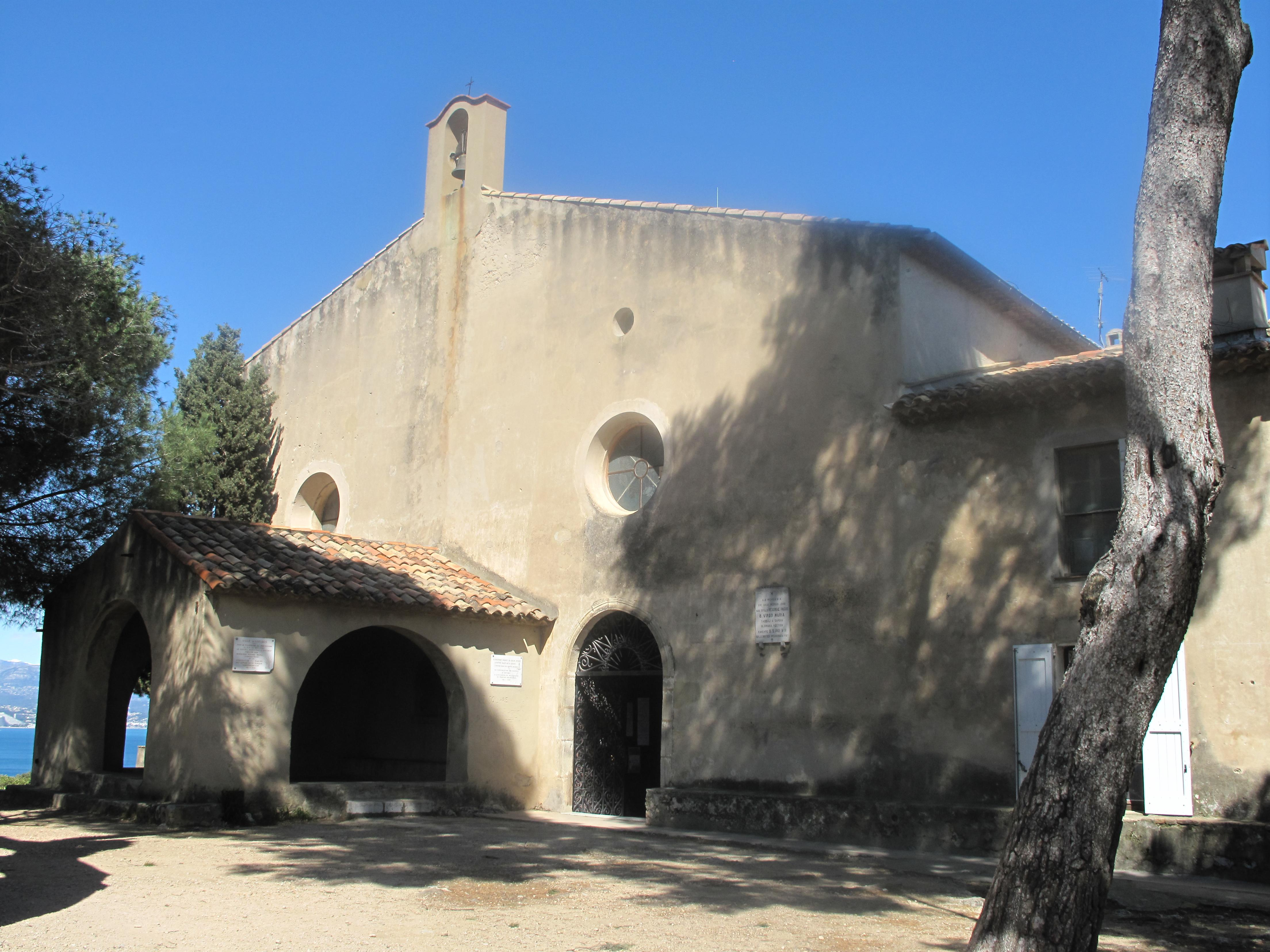
加洛佩圣母堂
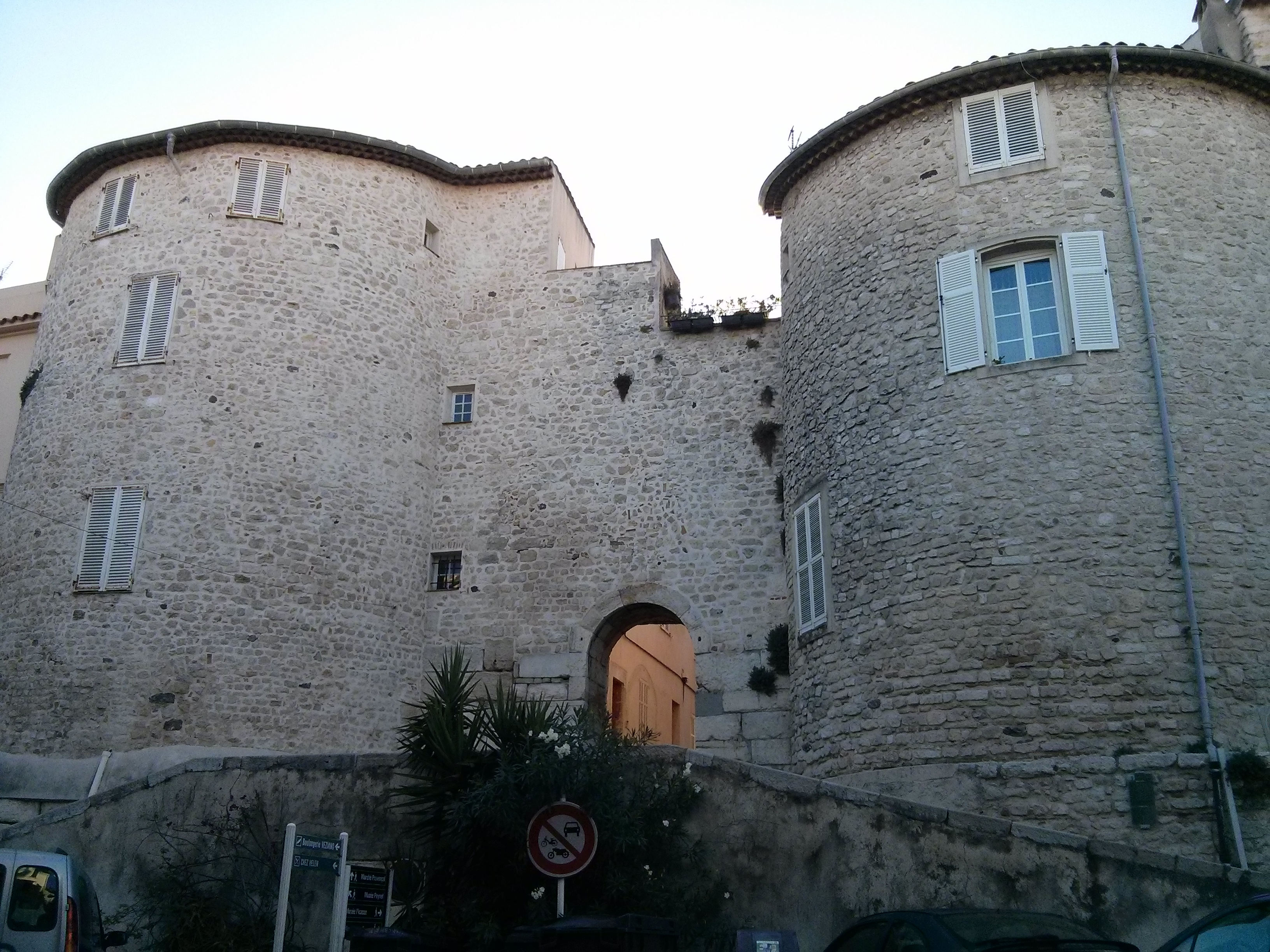
城门

### 旅游
昂蒂布的旅游事务由其所属的公共社区负责。2020年，昂蒂布境内共有64家宾馆共计2,347间房间；另有7个露营地，可容纳共544辆露营车。

### 媒体
法国主要的媒体均可在昂蒂布接收，法国电视三台下属的普罗旺斯-阿尔卑斯-蓝色海岸大区频道在部分时段播出昂蒂布所属区域的地方新闻。

## 相关人物
法国军事家奥诺雷·夏尔·雷耶、艺术家雅克·奥迪贝蒂、导演尼古拉·布克里夫和克里斯托夫·甘、现代作家紀優·穆索、足球运动员卡梅尔·拉尔比等人物出生于昂蒂布。
切尔西足球俱乐部主席罗曼·阿尔卡季耶维奇·阿布拉莫维奇于2001年购买了昂蒂布境内的克罗城堡作为私人财产。
此外，已废除的俄罗斯罗曼诺夫王朝的王位请求者季米特里·罗曼诺维奇于1926年在昂蒂布出生。

## 友好城市
截至2021年2月，昂蒂布共与七座城市互为友好城市关系：
- 德国 施瓦本格明德
- 丹麦 奥尔堡
- 爱尔兰 金赛尔
- 以色列 埃拉特
- 希腊 古奥林匹亚
- 美国 新港滩
- 義大利 代森扎诺-德尔加达